# Gunnar Falkemark
Gunnar Falkemark, född 1946, är en svensk statsvetare och professor.
Falkemark undervisade och forskade vid statsvetenskapliga institutionen på Göteborgs universitet från 1978 till 2013, då han gick pension. Han är dock fortfarande aktiv på institutionen. Det senaste decenniet har Falkemarks forskning främst rört trafikområdet. Han disputerade 1982 med avhandlingen Power, theory and value. 2006 släppte Falkemark boken Politik, mobiltet och miljö, som behandlade massbilismen ur en historisk synpunkt; från cykeln, Göta kanal, tågets utveckling och slutligen dagens bilar.
År 2000 fick Falkemark Göteborgs Universitets pedagogiska pris.